# Markus Ljungh
Markus Stefan Ljungh, född 11 januari 1991 i Västerås, är en svensk professionell ishockeyspelare som spelar för Linköping HC i SHL. Ljungh gjorde seniordebut med moderklubben Västerås IK i Hockeyallsvenskan säsongen 2009/10. Säsongen därpå tilldelades han Guldgallret som går till den junior i Hockeyallsvenskan som gör flest poäng. Efter ytterligare en säsong med Västerås, skrev han i maj 2012 ett avtal med Djurgårdens IF. Han spelade totalt sex säsonger för klubben och var med att ta den från Hockeyallsvenskan till SHL.
Säsongen 2018/2019 tillbringade Ljungh med HV71, där han vid säsongens slut tilldelades priset Rinkens riddare. Den efterföljande säsongen spelade han för den ryska klubben HK Admiral Vladivostok i KHL. I maj 2020 bekräftades det att han återvänt till Sverige då han skrivit ett avtal med Linköping HC.
Ljungh gjorde A-landslagsdebut i april 2016 och har spelat 16 A-landskamper för Sverige.

## Karriär

### Klubblag

#### 2009–2018: Västerås IK och Djurgårdens IF
Ljungh påbörjade sin ishockeykarriär i moderklubben Västerås IK. Säsongen 2009/10 vann han den interna poängligan för Västerås J20-lag i J20 Superelit med 35 poäng på 41 matcher. Samma säsong gjorde han debut för seniorlaget i Hockeyallsvenskan. Han spelade sin första match i Hockeyallsvenskan den 2 december 2009, i en 5–2-seger mot IK Oskarshamn. Han spelade totalt åtta matcher i serien och noterades för en assistpoäng.
Den efterföljande säsongen var Ljungh ordinarie i Västerås A-lag. Han gjorde sitt första mål i Hockeyallsvenskan i seriepremiären, på Andro Michel, den 15 september 2010 i en 5–0-seger mot Bofors IK. Ljungh var den junior som gjorde flest poäng i grundserien och tilldelades därför denna säsong Guldgallret. På 49 matcher noterades han för 32 poäng (13 mål, 19 assist). Ljungh spelade sedan ytterligare en säsong i Västerås, där han var en av lagets assisterande lagkaptener. Poängproduktionen sjönk något och han noterades för 23 poäng på 50 grundseriematcher. Han var dock lagets poängmässigt bästa spelare i det efterföljande kvalspelet, där han hade en snitt på en poäng per match. På sex matcher stod han för tre mål och tre assist.
Den 31 maj 2012 bekräftades det att Ljungh lämnat Västerås för spel i seriekonkurrenten Djurgårdens IF. Avtalet skrevs på två år. Under sin andra säsong i Djurgården slutade han på tredje plats i den interna poängligan i grundserien. På 52 matcher stod han för 32 poäng. Tillsammans med Dustin Johner var han lagets främsta målskytt med 17 gjorda mål. Laget tog sig till Kvalserien, där man slutade på andra plats och därmed avancerade till SHL.
Den 5 maj 2014 meddelades det att Ljungh förlängt sitt avtal med Djurgården med ytterligare två säsonger. Han spelade sin första SHL-match den 13 september samma år, mot Växjö Lakers HC. I sin tredje match, den 17 september 2014, gjorde han sitt första SHL-mål, på Oscar Alsenfelt, i en 4–1-seger mot Leksands IF. Djurgården slutade på nionde plats i grundserien och Ljungh blev tvåa i lagets interna poängliga med 27 poäng på 54 matcher. Han var den spelare i lagets som gjorde flest assistpoäng (19). Den efterföljande sommaren förlängde Ljungh sitt avtal med Djurgården med ytterligare två säsonger, vilket bekräftades den 17 juni 2015. Inför säsongen 2015/16 utsågs han till en av Djurgårdens assisterande lagkaptener. Han gjorde sedan sin poängmässigt bästa säsong i klubben då han noterades för 36 poäng på 48 grundseriematcher. Ljungh spelade sedan ytterligare två säsonger för Djurgården. Efter att ha spelat de två inledande matcherna av säsongen 2017/18, missade Ljungh därefter tolv matcher då han opererats för ljumskbråck.

#### 2018–idag: HV71, KHL och Linköping HC
Efter sex säsonger i Djurgårdens IF bekräftades det den 20 april 2018 att Ljungh skrivit ett tvåårskontrakt med seriekonkurrenten HV71. Han spelade samtliga matcher i grundserien och vann HV71:s interna poängliga med 40 gjorda poäng, varav 16 mål. I SM-slutspelet slog laget ut Rögle BK i åttondelsfinal, innan man slogs ut av Färjestad BK i kvartsfinal med 4–3 i matcher. I maj 2019 bekräftades det att Ljungh nyttjat en klausul i sitt avtal med HV71 för att istället kunna spela i KHL. Den 17 maj meddelade Admiral Vladivostok att man skrivit ett ettårskontrakt med Ljungh. Han gjorde KHL-debut den 3 september samma år i en 3–1-seger mot Barys Nur-Sultan. I samma match gjorde han sitt första KHL-mål, på Edward Pasquale. Ljungh slutade på tredje plats i lagets interna poängliga då han stod för 37 poäng på 59 grundseriematcher (15 mål, 22 assist).
Den 2 maj 2020 meddelades det att Ljungh återvänt till Sverige och skrivit ett treårskontrakt med Linköping HC. Han utsågs till en av klubbens assisterande lagkaptener och vann lagets interna poängliga i grundserien. På 45 spelade matcher noterades han för 36 poäng, varav 11 mål. Han var också den i laget som stod för flest assistpoäng (25). Den efterföljande säsongen slog Ljungh sitt poängrekord i SHL, från säsongen 2018/19. Han spelade samtliga 52 grundseriematcher och stod för totalt 44 poäng, varav 15 mål. Ljungh vann lagets interna poängliga och med 29 assistpoäng var han också Linköpings främsta framspelare. I slutet av säsongen, den 18 februari 2022, meddelades det att Ljungh skrivit ett nytt avtal med Linköping vilket sträcker sig över fem säsonger.
Säsongen 2022/23 gjorde Ljungh sin poängmässigt sämsta grundserie med Linköping HC och sin poängmässigt sämsta grundserie i SHL sedan säsongen 2017/18. På 44 matcher noterades han för 22 poäng (8 mål, 14 assist). Utöver detta hade han, tillsammans med Ty Rattie, sämst plus/minus-statistik i hela SHL (-22). Den efterföljande säsongen stod Ljungh för 29 poäng på 47 grundseriematcher (14 mål, 15 assist). Den 5 mars 2024 gjorde han sitt 100:e mål i SHL. I SM-slutspelet slogs laget ut i kvartsfinal av Skellefteå AIK med 4–0 i matcher. I sin femte säsong för Linköping noterades Ljungh för sitt första hattrick i SHL den 26 november 2024 i en 6–1-seger mot Timrå IK. Månaden därpå stod han för sin 300:e poäng i ligan. Han missade endast en grundseriematch och stod för 35 poäng i grundserien, varav elva mål. Laget slutade på tolfte plats och missade därmed SM-slutspelet.

### Landslag
Ljungh gjorde A-landslagsdebut den 7 april 2016 i en träningsmatch mot Schweiz. I ett returmöte dagen därpå gjorde han sitt första landslagsmål då Schweiz besegrades med 5–1.

## Statistik
| 2009–10                  | Västerås IK              | HA                       | 8   | 0   | 1   | 1   | 0   | —  | — | —  | —  | —  |
| 2010–11                  | Västerås IK              | HA                       | 49  | 13  | 19  | 32  | 14  | 6  | 3 | 3  | 6  | 0  |
| 2011–12                  | Västerås IK              | HA                       | 50  | 8   | 15  | 23  | 10  | 6  | 3 | 3  | 6  | 2  |
| 2012–13                  | Djurgårdens IF           | HA                       | 50  | 2   | 5   | 7   | 22  | 6  | 0 | 1  | 1  | 2  |
| 2013–14                  | Djurgårdens IF           | HA                       | 52  | 17  | 15  | 32  | 10  | 10 | 3 | 1  | 4  | 4  |
| 2014–15                  | Djurgårdens IF           | SHL                      | 54  | 8   | 19  | 27  | 12  | 2  | 0 | 0  | 0  | 0  |
| 2015–16                  | Djurgårdens IF           | SHL                      | 48  | 13  | 23  | 36  | 12  | 7  | 0 | 3  | 3  | 0  |
| 2016–17                  | Djurgårdens IF           | SHL                      | 49  | 8   | 15  | 23  | 14  | 3  | 1 | 3  | 4  | 2  |
| 2017–18                  | Djurgårdens IF           | SHL                      | 40  | 7   | 14  | 21  | 12  | 11 | 4 | 7  | 11 | 4  |
| 2018–19                  | HV71                     | SHL                      | 52  | 16  | 24  | 40  | 8   | 9  | 1 | 2  | 3  | 6  |
| 2019–20                  | HK Admiral Vladivostok   | KHL                      | 59  | 15  | 22  | 37  | 26  | —  | — | —  | —  | —  |
| 2020–21                  | Linköping HC             | SHL                      | 45  | 11  | 25  | 36  | 14  | —  | — | —  | —  | —  |
| 2021–22                  | Linköping HC             | SHL                      | 52  | 15  | 29  | 44  | 14  | —  | — | —  | —  | —  |
| 2022–23                  | Linköping HC             | SHL                      | 44  | 8   | 14  | 22  | 10  | —  | — | —  | —  | —  |
| 2023–24                  | Linköping HC             | SHL                      | 47  | 14  | 15  | 29  | 10  | 4  | 0 | 1  | 1  | 4  |
| 2024–25                  | Linköping HC             | SHL                      | 51  | 11  | 24  | 35  | 20  | —  | — | —  | —  | —  |
| SHL totalt               | SHL totalt               | SHL totalt               | 482 | 111 | 202 | 313 | 126 | 36 | 6 | 16 | 22 | 16 |
| Hockeyallsvenskan totalt | Hockeyallsvenskan totalt | Hockeyallsvenskan totalt | 209 | 40  | 55  | 95  | 56  | 28 | 9 | 8  | 17 | 8  |